# Carl Hans Watzinger
Carl Hans Watzinger (* 7. September 1908 in Steyr; † 27. September 1994 in Linz) war ein österreichischer Autor und Journalist. Er schrieb auch unter dem Pseudonym Bernhard Stauffer.

## Leben und Wirken
Watzinger war ursprünglich Elektrotechniker bei den Steyr-Werken. Er trat am 3. Juni 1933 der NSDAP bei. 1936 bis 1938 hielt er sich in Jena auf und begann zu schreiben. Erste Veröffentlichungen erfolgten auf Grund von Kontakten zu den Verlegern Eugen Diederichs und Adam Kraft. Ab 1938 lebte er in Linz und war für die Tagespost (Linz), die Volksstimme und die Bauernzeitung des Reichsnährstands tätig. Gemeinsam mit zahlreichen anderen Autoren wirkte er am Bekenntnisbuch österreichischer Dichter mit.
Bekannt wurde er durch seine historischen Romane mit deutschnationaler Tendenz, wobei sein 1938 entstandener Luther-Roman Mensch aus Gottes Hand am erfolgreichsten war. Er schrieb weiters Erzählungen, Essays, Schauspiele, Komödien, Spiele und Hörspiele.
Während des Kriegs war er beim Reichsnährstand für Agitation zuständig und wurde von Reichsminister Erich Darré gefördert. 1944 publizierte er im nationalsozialistischen Bozner Tagblatt.
Nach dem Krieg hatte er zunächst drei Jahre Berufsverbot und war dann viele Jahre freier Journalist beim ORF in Linz, wo er vor allem Lebensbilder oberösterreichischer Persönlichkeiten, Hörspiele gestaltete.
1947/1948 arbeitete er als Filmdramaturg und Lehrer für Literaturwissenschaft, Theatergeschichte und Dramaturgie. Ab 1954 war er Chefredakteur einer wöchentlich erscheinenden Zeitschrift.
1967 verfasste er das Libretto der Operette Alles spricht von Charpillon von Igo Hofstetter.
1970 verfasste er das Theaterstück Franz Jägerstätter oder die Notwehr – Eine bittere Komödie, das bisher noch nicht aufgeführt wurde.
Er war Mitglied der Innviertler Künstlergilde. Er war ab 1947 mit Ulrike verheiratet.

## Werke
- Viel Lärm – und keiner. Drama in vier Akten Heros, Wien 1932.
- Fünf Segelflieger. Schauspiel in 4 Akten. Höfle, Wien, Berlin [1936].
- Grabbe, der Dichter eines neuen deutschen Reiches. In: Deutschlands Erneuerung, Jg. 20 (1936), S. 543–546.
- Martin der Knecht. Eine Dorftragödie in 5 Akten. Kraft. Karlsbad 1937.
- Spiel in St. Agathen. Roman. Diederichs, Jena 1937.
- Mensch aus Gottes Hand: ein Luther-Roman. Kraft, Karlsbad [u. a.] 1938.
- Die Pfandherrschaft. Erzählung. Diederichs, Jana 1938.
- Oberdonau, die Heimat des Führers. Styria, Graz 1938 (Die deutsche Bergbücherei; 31).
- Die Heimkehr aus der Stadt: Erzählung. Kraft, Karlsbad (1940).
- Klaus und die Seinen: Erzählung. Sterische Verlags Anstalt, Graz 1940.
- Die Bauernhochzeit: Roman. Kraft, Karlsbad [usw.] (1942)
- Der Läufer von Marathon: historische Geschichten. Feldpostausgabe. Kraft, Leipzig [u. a.] 1942 (Volksdeutsche Reihe; 45).
- Mensch aus Gottes Hand: ein Luther-Roman. Kraft, Karlsbad [u. a.] 1942.
- Der Bildschnitzer von Kefermarkt. Erzählungen. Kraft, Karlsbad [u. a.] 1943.
- Kaiser, Kurfürst, Herr und Bauer. Wancura, [Wien] 1952.
- Die Chronik des Vincent van Gogh. Wancura, Wien [u. a.] 1953.
- zusammen mit Richard Kutschera: Ich bleibe in der Eisenstadt: Michael Blümelhuber und die Stahlschnittkunst. Oberösterreichischer Landesverlag, Linz 1965
- Erdseele: Gedichte nach Skulpturen und Holzschnitten von Ernst Barlach, Oberösterreichischer Landesverlag, Ried im Innkreis [1973].
- Jörg Reitter 1898–1944: Gedächtnisausstellung; Oberösterreichisches Landesmuseum, 19.9.–31.10.1975. Oberösterreichisches Landesmuseum, Linz 1975 (Kataloge des Oberösterreichischen Landesmuseums; 92).
- Josef Furthner 1890–1971, Bildhauer und Bildschnitzer; Ausstellung im Landesbildungszentrum Zell an der Pram, 23. Mai bis 31. August 1980. Amt der oberösterreichischen Landesregierung, Linz 1980.
- Michael Blümelhuber, Enrica von Handel-Mazzetti, Moriz Enzinger: schöpferische Begegnungen jenseits der Zeitgeschichte; Biographien. Ernstthaler, Steyr 1982, ISBN 3-85068-114-9.

## Auszeichnungen
- Nach ihm wurde 1997 in Steyr die Prof. Carl Hans Watzinger-Straße benannt.
- Literaturförderungspreis des Landes Oberösterreich
- Verleihung des Titels Professor h. c.
- Österreichisches Ehrenkreuz für Wissenschaft und Kunst
- Ehrenmedaille der Stadt Steyr (1978)